# Tiaginka
Tiaginka (en ucraniano: Тягинка, romanizado: Tiahynka) es un pueblo ucraniano perteneciente al óblast de Jersón. Situado en el sur del país, forma parte del raión de Berislav y centro del municipio (hromada) homónimo.   

## Toponimia
El nombre del lugar en ruso es también es Tiaginka (en ruso: Тягинка).

## Geografía
Tiaginka está la desembocadura del río Tiaginka con el Dniéper, a 34 km al oeste de Berislav y a unos 40 km al noreste de Jersón.

## Historia
Después de que la zona quedara bajo el control del Imperio otomano en 1491, se construyó aquí la fortaleza de Tiagin como parte del sistema de fortificación en la frontera norte del imperio. Al año siguiente, cerca de la fortaleza tuvo lugar la primera batalla entre los cosacos ucranianos y los turcos, que se considera el bautismo de fuego y el comienzo de la existencia de los cosacos de Zaporiyia. En 2017, durante las excavaciones realizadas cerca del pueblo, los arqueólogos descubrieron las ruinas de una fortaleza que data del kanato de Crimea y de un asentamiento medieval. Entre los objetos encontrados se encontraban monedas tártaras, utensilios medievales y objetos de cerámica. Gracias a ello, los investigadores pudieron determinar que el pueblo estuvo dentro de las fronteras del Gran Ducado de Lituania durante la época del Gran Duque Vitautas. Los artefactos fueron trasladados al Museo de Historia de Jersón.Un destacamento cosaco bajo el liderazgo de atamán Iván Sirkó capturó la fortaleza en 1673, y en 1693 los cosacos bajo el mando del coronel Semen Paliy derrotaron a un destacamento de tártaros de Crimea cerca de Tiaginka.
El actual pueblo de Tiaginka fue fundado en 1778 por campesinos de las provincias del norte del Imperio ruso. Desde 1781, la iglesia de San Nicolás funciona en el pueblo, renovada en 1807. En 1886, el pueblo tenía una iglesia ortodoxa, un banco de préstamos y ahorros, 5 bancos y una posada.
El Holodomor afectó al pueblo, y el Libro Nacional de la Memoria de Ucrania enumera 17 víctimas con nombre. Sin embargo, hubo un total de 124 víctimas en el pueblo, muchas de cuyos nombres se desconocen.
Tiaginka estuvo ocupado por Rusia desde el 24 de febrero de 2022 en el marco de la invasión rusa de Ucrania hasta el 11 de noviembre de 2022.El ejército ruso detonó un puente en Tiaginka el 9 de noviembre de 2022, como parte de su retirada de la margen derecha del río Dniéper. Se informó de que las casas civiles del pueblo fueron alcanzadas por bombardeos rusos en enero de 2023. En junio de 2023, se informó de que el pueblo se encontraba entre los asentamientos parcial o totalmente inundados debido a la destrucción de la presa de Kajovka.

## Demografía
La evolución de la población de Tiaginka entre 1989 y 2021 fue la siguiente:
| 1241                                                          | 2031 | 2031 |
| (Fuente: Cities & Towns of Ukraine y UKRAINE: Größere Städte) |      |      |

Según el censo de 2001, la lengua materna de la mayoría de los habitantes, el 91,24%, es el ucraniano; del 8,42% es el ruso.

## Economía
Los principales sectores económicos son el cultivo de hortalizas y la producción de carne y leche. También se cultivan frutas, vino, cereales y cultivos industriales, y hay una cantera.

## Infraestructura

### Arquitectura, monumentos y lugares de interés
Se ha conservado un antiguo puente de hierro del siglo XIX, que sirvió como decoración para el rodaje de la película de aventuras soviética Los escurridizos vengadores en 1967.

### Transporte
La carretera principal M 14/ E 58 (antigua carretera regional P–47) atraviesa el pueblo.